# Sammelmappe

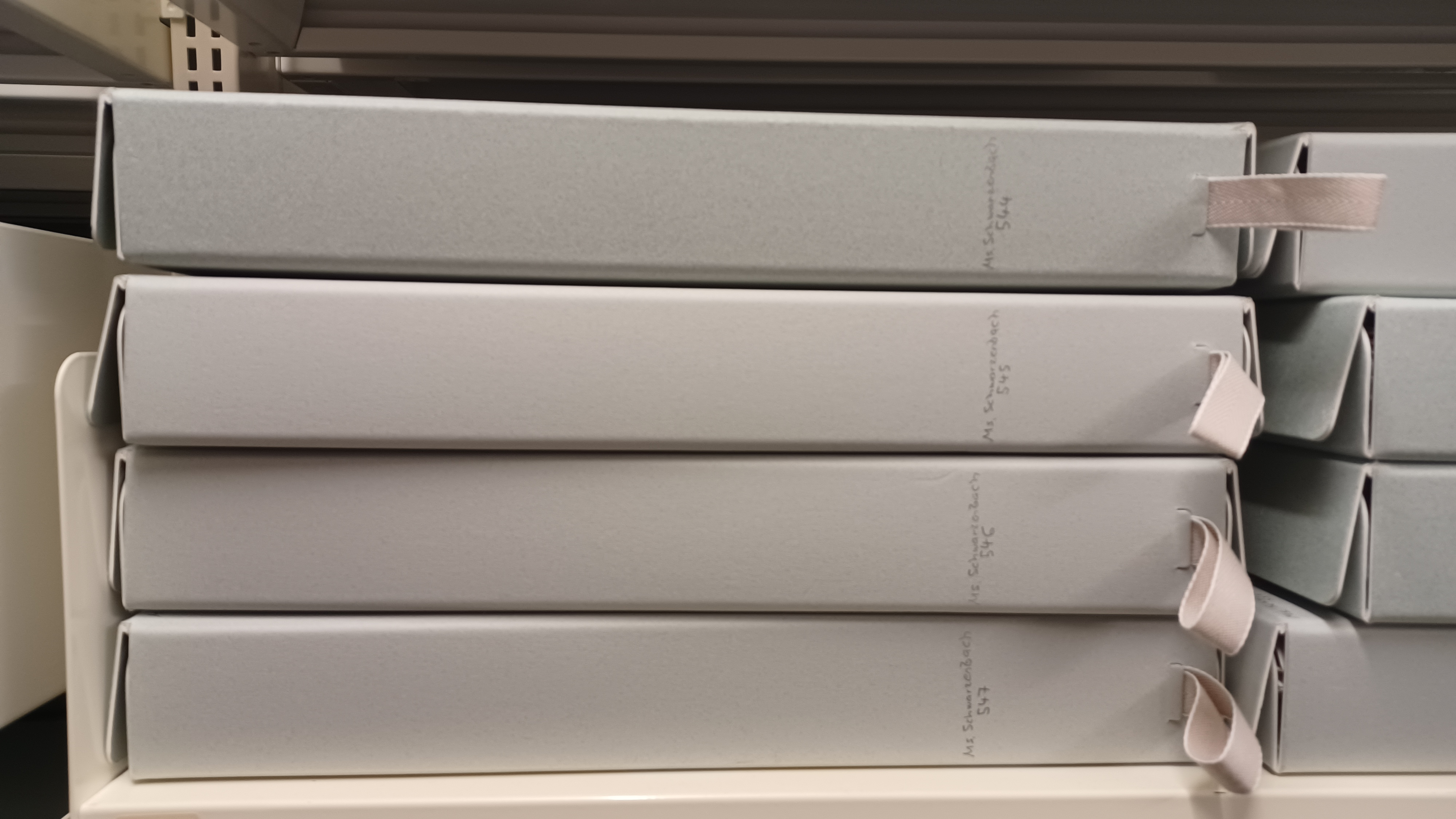
Sammlungsmappen in der Zentralbibliothek Zürich 2022

Eine Sammelmappe, auch Dokumentenmappe oder Spannmappe, ist ein Behälter für Dokumente. Sammelmappen halten Blätter zusammen und werden daher häufig in Sammlungen verwendet. Arbeiten auf Papier, graphische Werke, Fotografien und/oder Druckerzeugnisse sind als Werkkomplex zusammengeführt. Die Sammelmappe besteht üblicherweise aus einem stabilen Papierstück (z. B. Pappe oder Pressspan), das so gefaltet ist, dass die Dokumente nicht oder höchstens an der Oberseite herausrutschen können. Im Gegensatz zu einem Schnellhefter lassen sich auch ungelochte Dokumente ablegen und transportieren. Im Unterschied zu einer klassischen Büromappe sind die Formate vielschichtig. In Bibliotheken, Archiven und Sammlungen werden ursprünglich lose Blätter in Sammelmappen zusammengefasst, kategorisiert und aufbewahrt. Geographische Karten werden in Sammelmappen entsprechend dem dargestellten Ort strukturiert. Sammelmappen werden im allgemeinen Sprachgebrauch auch als Arbeitsbuch bezeichnet, in dem lose Blätter zu einem bestimmten Arbeitskontext bewahrt werden.

## Künstlerische Sammelmappe
Eine künstlerische Sammelmappe stellt eine Unterform dar und fasst einen bestimmten Werkkomplex zusammen.
Für ein künstlerisches Studium wird in der Regel eine Kunstmappe bzw. ein Kunst-Portfolio verlangt. Für Bewerbungsmappen gibt es Kurse, in denen Bewerbende in der kreativen Erstellung unterstützt werden.

### Druck
Sammelmappen können als Druckerzeugnis vervielfältigt werden. Einige Druckereien bieten für Loseblattsammlungen verschiedene Druckmöglichkeiten an, sodass auch einzelne Seiten gedruckt werden können.
Sammelmappen können auch musikalische Werke enthalten. Gesänge werden häufig auf losen Blättern gesammelt, die in einer Sammelmappe zusammen getragen werden.